# Jean-Marie Loret
Jean-Marie Loret (født 18 eller 25 marts 1918 i Seboncourt i nærheden af Saint-Quentin i Picardie, død 1985 i Saint-Quentin) var en fransk jernbanearbejder der hævdede at være Adolf Hitlers uægte søn. Påstanden blev offentliggjort i 1970'erne og støttet af den tyske historiker Werner Maser; dog er den dominerende opfattelse, som repræsenteret af historikere som Anton Joachimsthaler, Timothy Ryback, og Ian Kershaw, at Hitlers faderskab er umuligt eller usandsynligt.